# Falchion

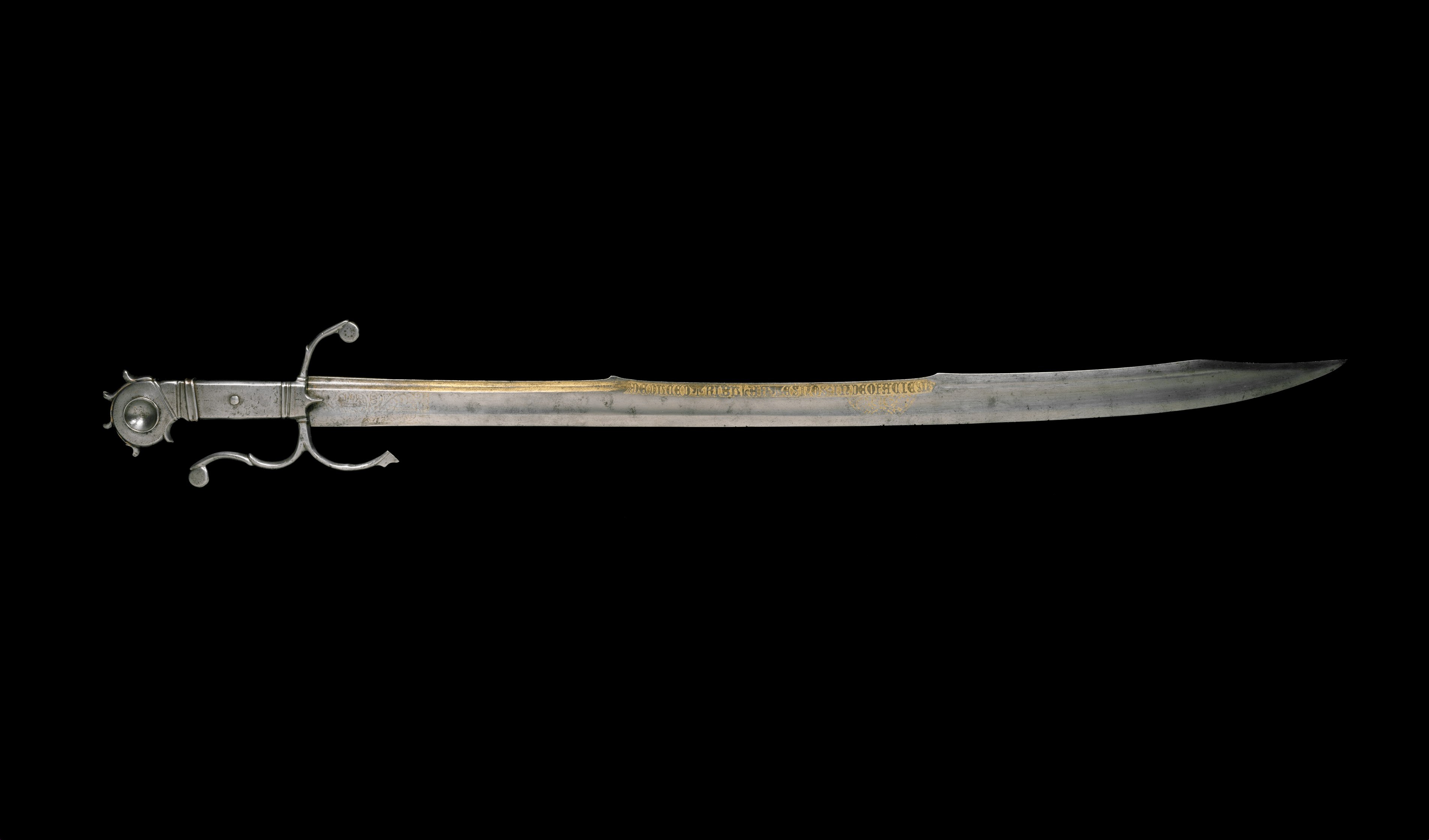
Italienisches Falchion aus dem Spätmittelalter (Venedig, ca. 1490)

Das Falchion (engl.), auch Fauchon (frz.) genannt (von lat. falx ‚Sichel‘), ist eine einschneidige Hiebwaffe, welche vom Hochmittelalter über das Spätmittelalter bis in die frühe Renaissance in Gebrauch war und im deutschen Sprachraum auch als Malchus bekannt ist.

## Beschreibung
Das Falchion zeichnet sich durch seine einschneidige Klinge aus, welche oft vom Heft zur Spitze breiter wird, sodass ein bauchiger Ort entsteht. Der Klingenrücken verläuft bis zum Ort entweder gerade, oder er ist kurz vor dem Ort abgestuft und in der Form ähnlich dem Bowiemesser. Es gab auch eine Variante, in welcher diese Aussparung unterhalb der Spitze lag. Der Begriff Falchion wurde allerdings für eine breite Spanne verschiedener Klingenformen und -querschnitte verwandt, deren primäre Gemeinsamkeit die nur auf einer Seite geschliffene Klinge und die schwerttypische Griffkonstruktion, mit aufgeschobenem Griff und daran befestigtem Knauf, sind. Besonders im Griff unterscheiden sich schmalere Varianten des Falchion vom in der Klinge meist ähnlichen langen Messer, welches einen Messergriff, zwei auf die Angel genietete Griffschalen, besitzt. Die Typologie von James G. Elmslie unterscheidet die beiden Waffen ausschließlich an der Art des Griffs.
Obwohl die Klinge, vom Klingenrücken zur Schneide, breiter ist als bei anderen Schwertern, ist sie im Querschnitt eher schmal und somit flexibel. Dies ist häufig bei für Hieben gebräuchlichen Schwertern, da starre Klingen leichter brechen. Das Gewicht von Falchions variiert erheblich. Das im Fluss Yare gefundene „Thorpe Falchion“ von ca. 1320 etwa ist mit 904 g deutlich leichter, als es zur selben Zeit übliche Ritterschwerter im Durchschnitt waren.
Das Heft besteht in der Regel aus Holz und ist mit Leder überzogen. Die Parierstange ist breit und leicht nach unten abgebogen. Der Knauf ist rund gestaltet. Es gibt verschiedene Versionen. Über das Falchion ist nicht genug bekannt, um weitere Aussagen zu treffen.